# Меганевра
Меганевра (Meganeura) — рід викопних комах пізнього карбону (приблизно 300 мільйонів років тому). Це представник вимерлого ряду Meganisoptera — гігантські бабки, що тісно пов'язані з різнокрилими та рівнокрилими бабками (всі вони входять до ширшої групи — Odonatoptera). Як і інші лускокрилі, вони були хижаками, а їхній раціон переважно складався з інших комах.
Рід належить до родини меганеврових (Meganeuridae), до якої належать інші подібні гігантські бабкоподібні комахи від пізнього кам'яновугільного періоду до середньої пермі. З довжиною одного крила до 32 сантиметрів і розмахом крил близько 65—75 см M. monyi був одним з найбільших відомих видів літаючих комах.

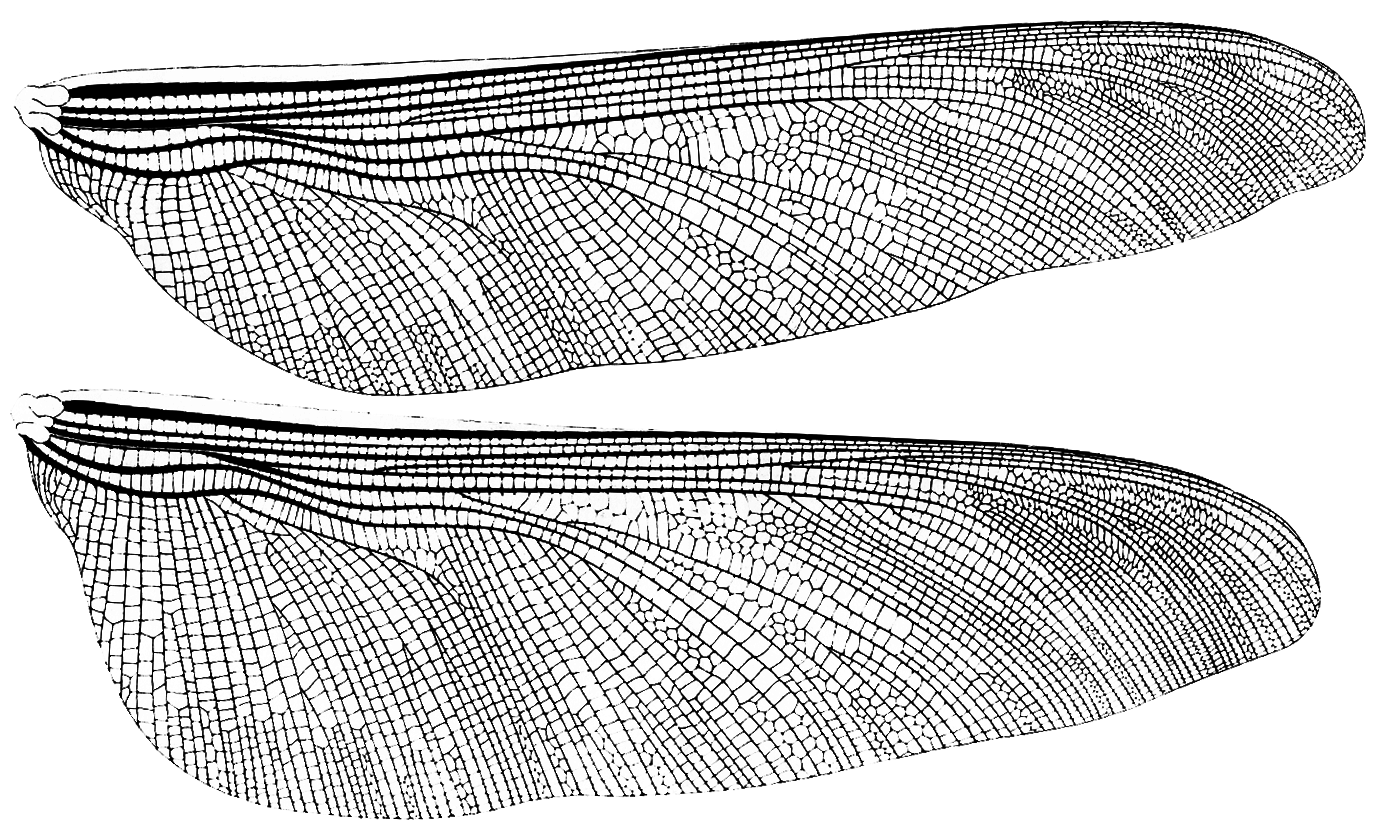
Жилкування крила Meganeura monyi, копія за Броньяром (1893, Pl. XLI)

Скам'янілості меганеври вперше були виявлені у вугленосній товщі пізнього карбону у Коммантрі, Франція в 1880 році. У 1885 році французький палеонтолог Шарль Броньяр описав і назвав скам'янілість «меганевра» («добре жилкований»), що вказує на мережу жилок на крилах комахи. Інший викопний зразок був знайдений у 1979 році в Болсовері в графстві Дербішир. Голотип зберігається в Національному музеї природничої історії в Парижі.
Попри те, що меганевра є культовою «гігантською бабкою», її скам'янілості збереглися куди гірше, порівняно з іншими меганевридами.

## Опис

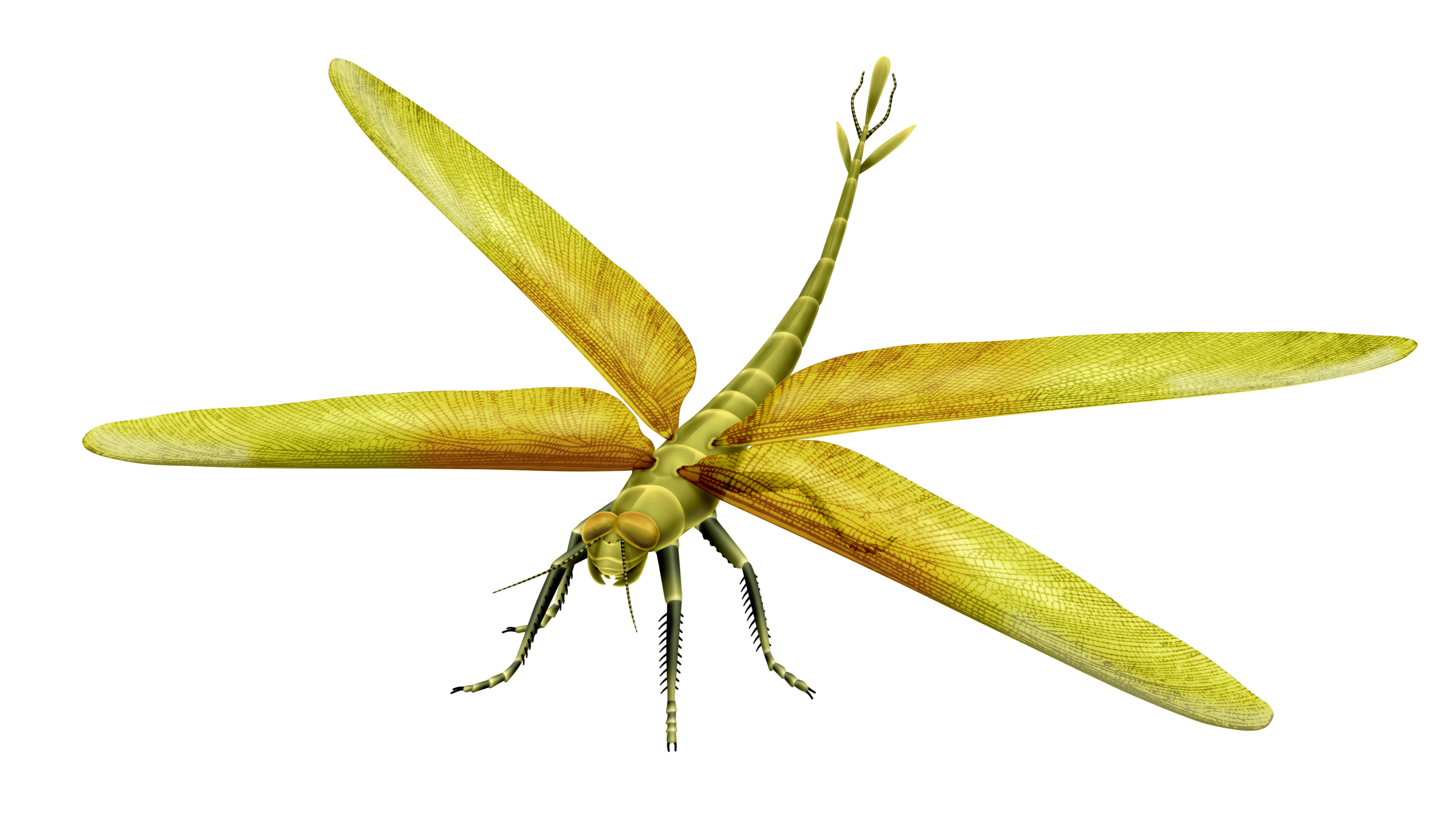
Художня реконструкція M. monyi

### Розміри
Досі ведуться суперечки щодо того, як комахи кам'яновугільного періоду виростали до таких великих розмірів. Нижче наведені деякі теорії:
- Рівень кисню та щільність атмосфери.

Метод яким кисень розповсюджується по тілу комахи через систему трахейного дихання визначає верхню межу розмірів тіла, яку доісторичні комахи, схоже, значно перевищували. Французький преісторик Едуард Харле (1911) припустив, що меганевра могла літати лише тому, що атмосфера Землі в той час містила на 20 % більше кисню, ніж сьогодні. Ця гіпотеза спочатку була відкинута колегами-науковцями, але згодом знайшла підтвердження завдяки подальшим дослідженням взаємозв'язку між гігантизмом і доступністю кисню. Якщо ця гіпотеза правильна, то ці комахи були б чутливі до падіння рівня кисню і, безумовно, не змогли б вижити в нашій сучасній атмосфері. Інші дослідження вказують на те, що комахи дійсно дихають, з «швидкими циклами стиснення і розширення трахеї».
Аналіз розподілу енергії при польоті сучасних комах і птахів свідчить про те, що як рівень кисню, так і щільність повітря визначають верхню межу розмірів тіла. Докази існування дуже великих меганеврид з розмахом крил, що конкурував з розмахом крил меганеври в пермському періоді, коли вміст кисню в атмосфері вже був набагато нижчим, ніж у кам'яновугільному періоді, поставила під сумнів пов'язане з киснем пояснення у випадку з гігантськими бабками. Однак, попри те, що меганевриди мали найбільший розмах крил серед усіх комах, їхні тіла були не дуже важкими, менш масивними, ніж у деяких сучасних твердокрилих. Отже, вони не були справжніми гігантськими комахами, а лише гігантськими у порівнянні зі своїми сучасними родичами.
- Відсутність хижаків.

Бехлі (2004) припустив, що відсутність літаючих хребетних хижаків дозволила крилатим комахам розвинутися до максимальних розмірів протягом кам'яновугільного та пермського періодів, що, можливо, було прискорено еволюційною «гонкою озброєнь» за збільшення розмірів тіла між рослиноїдними палеодиктиоптерами та меганевридами, які були їхніми хижаками.
- Стадія водних личинок.

Інша теорія припускає, що комахи, які розвивалися у воді до того, як стати дорослими, збільшувалися в розмірах, щоб захистити себе від високого рівня кисню.

## Спосіб життя
Дослідження близьких родичів Meganeurula та Meganeurites свідчать про те, що меганеври були пристосовані до відкритих середовищ існування і схожі за поведінкою на сучасних коромислових. Очі меганеври, ймовірно, були збільшеними по відношенню до розміру тіла. На гомілкових відділах ніг та лапках меганеври були шипи, які могли слугувати «літаючою пасткою» для захоплення здобичі. Згідно з інженерною експертизою, маса найбільших екземплярів з розмахом крил понад 70 см становила від 100 до 150 грамів. Аналіз також показав, що меганевра могла бути чутливою до перегріву.
Дослідження свідчать про те, що меганеври зазвичай мешкали біля берегів водойм, таких як струмки та ставки. Крім того, як хижаки, вони переважно харчувалися іншими комахами, дрібними амфібіями та хребетними тваринами, використовуючи свої довгі шипасті ноги, щоб хапати та утримувати здобич.